# Accusation de meurtre rituel

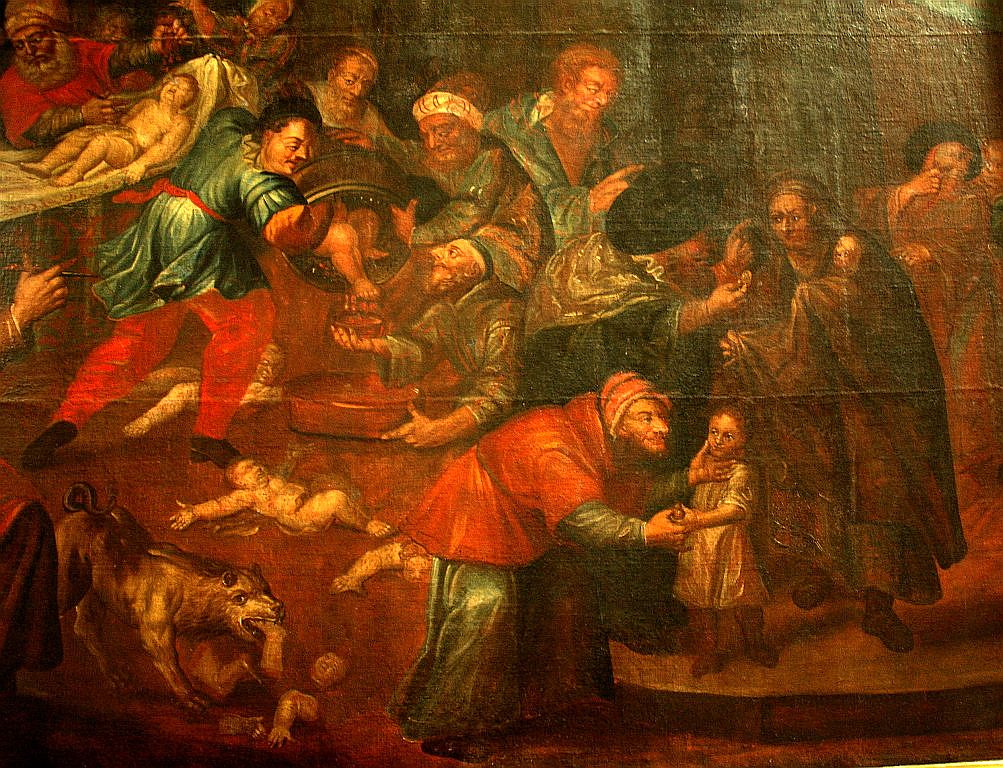
Représentation d'un « meurtre rituel », cathédrale de Sandomierz, Pologne, (XVIIIe siècle).

L'accusation de meurtre rituel portée à l'encontre des Juifs, également nommée légende de sang (en hébreu : עלילת דם ’alilat dam « accusation de sang »), est une allégation d'antijudaïsme et d'antisémitisme selon laquelle les Juifs assassineraient des enfants non-juifs à des fins rituelles, l'utilisation de leur sang pour la confection de pains azymes pour la Pâque étant la plus fréquemment citée.
Il s'agit de l'une des allégations antijuives les plus anciennes de l'Histoire puisqu'elle précède le christianisme. Il y aurait eu plus de 150 accusations et, probablement, des milliers de rumeurs sous ce même chef.

## Genèse d'une accusation
Le premier cas connu d'accusation de meurtres rituels envers les Juifs émane d'Apion, un écrivain égyptien hellénisé ayant vécu au Ier siècle à Alexandrie, où eurent lieu en l'an 38 apr. J.-C des émeutes antijuives. Il nous est parvenu via l'historien judéen Flavius Josèphe qui les réfute dans son livre écrit vers 93 apr. J.-C Contre Apion (Sur l'antiquité du peuple juif).

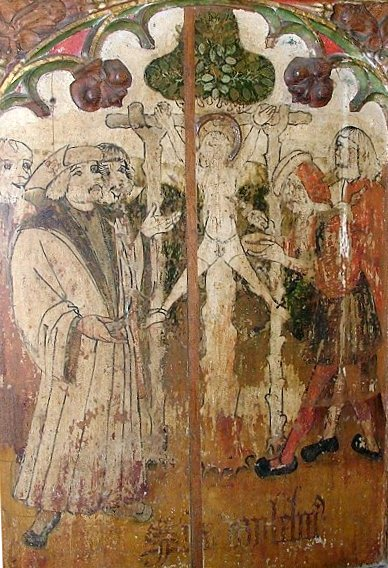
Crucifixion de Guillaume de Norwich représentée dans l'église de la Sainte-Trinité de Loddon, dans le Norfolk.

Toutefois, et bien que le sénateur romain Cassiodore ait recommandé la traduction des œuvres de Josèphe en latin au VIe siècle, l'accusation ne fut jamais réitérée avant le XIIe siècle, y compris par les plus âpres adversaires du judaïsme, dont Agobard, l'évêque de Lyon (IXe siècle), le moine cistercien Rudolphe de Rhénanie (qui invectiva les Juifs en 1146, les qualifiant d'« ennemis de la religion chrétienne » et incitant ses contemporains à les tuer), ni par Bernard de Clairvaux (1091-1153) qui a pour sa part pris leur défense et tenté notamment de restreindre les discours de son ancien disciple Rudolphe,, ni par Pierre le Vénérable qui conseilla à Louis VII de considérer les Juifs comme « les pires ennemis de la foi », plus haïssables encore que les Sarrasins.
L'affaire de Guillaume de Norwich est le premier cas connu d’accusation de meurtre rituel lancée par un moine chrétien, Thomas de Monmouth, en 1144. L’enfant, affirme-t-il sur base d’une information transmise par un Juif baptisé, aurait été assassiné car une prophétie annoncerait que les Juifs regagneraient le contrôle de la Palestine s’ils immolaient un enfant chrétien chaque année. Il n’est toutefois pas fait mention dans ce premier cas d’un quelconque usage du sang.
Après cette première affaire, les accusations se multiplient dans la chrétienté. De nombreuses disparitions inexpliquées d'enfants et de nombreux infanticides sont expliqués par ce biais. Une explication théologique est même avancée par Thomas de Cantimpré (vers 1260), affirmant que le sang des chrétiens, particulièrement celui des enfants, serait convoité par les Juifs pour ses « propriétés curatives ». Selon lui, « il est tout à fait certain que les Juifs de chaque province tirent au sort annuellement quelle est la communauté ou ville qui enverra le sang chrétien aux autres communautés. »
Thomas de Cantimpré ajoute qu'il s'entretient fréquemment avec un « Juif très instruit, qui s'est depuis converti à la foi chrétienne » (peut-être Nicolas Donin de La Rochelle, qui initia en 1240 une disputation sur le Talmud avec Yehiel de Paris, laquelle aboutit à la crémation en 1242 d'un nombre important de manuscrits du Talmud à Paris). Ce converti lui laisse entendre qu'« un des leurs, jouissant de la réputation de prophète, vers la fin de sa vie » leur a prédit que les hémorragies (dont les Juifs sont censés souffrir depuis le temps où ils ont interpellé Ponce Pilate, « Que son sang soit sur nous, et sur nos enfants », passage de l'évangile attribué à Matthieu appelé « libelle de sang »), ne peuvent être soulagés que par le « sang chrétien » (« solo sanguine christiano »). Selon Thomas de Cantimpré toujours, les Juifs « toujours aveugles et impies » ont donc pris les paroles de leur « prophète » à la lettre et institué la coutume de répandre chaque année du « sang chrétien » dans chaque province afin de guérir de leur maladie. Cependant, ajoute Cantimpré, ils ont mal compris son propos : par « solo sanguine Christiano », le « prophète » n'entendait pas le sang de chaque chrétien, mais de celui de Jésus le Christ ; le seul vrai remède pour toutes les souffrances physiques et spirituelles des Juifs serait donc la conversion au christianisme.

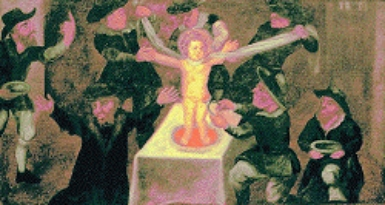
Fresque dans l'église Saint-Paul à Sandomierz, Pologne. Elle représente une scène de l'histoire de Simon de Trente et fut commandée à la suite de deux diffamations de sang à Sandomierz en 1698 et 1710.

En 1255, le chroniqueur du meurtre rituel du Petit saint Hugues de Lincoln fait mention de rites de magie noire pratiqués sur le cadavre post mortem. En 1475, le rituel sacrificiel prétendument pratiqué sur Simon de Trente comporte l'ensemble de ces éléments, décrits de façon précise.
Les victimes prétendues, voire dans certains cas imaginaires, du sacrifice humain, qu'elles soient enfants ou adultes, font souvent l'objet d'un culte local comme martyr et sont, dans un petit nombre de cas, canonisées par l'Église.
Les Juifs ont tant à craindre de ces accusations et de leurs retombées, que le Golem de Prague, l'une des grandes figures des légendes juives d'Europe centrale, aurait été créé par le Maharal de Prague pour protéger les Juifs des rumeurs malveillantes en faisant peur aux médisants. L'humour juif en garde également quelques traces amères.
Les tenants et aboutissants des accusations évoluèrent dans le temps, et si les premières étaient motivées par le zèle religieux à « châtier » les Juifs qui persistaient dans leur « perfidie », les suivantes se doublaient souvent d'une visée sous-jacente d'ordre économique ou politique.
Au Moyen-Orient, ces accusations étaient largement inconnues, jusqu'à l'affaire de Damas en 1840. Elles se sont fortement répandues ensuite, dans les milieux chrétiens comme musulmans.

Bien que largement discréditées, ces accusations persistent de nos jours dans la frange intégriste de croyants chrétiens et musulmans (voir infra).

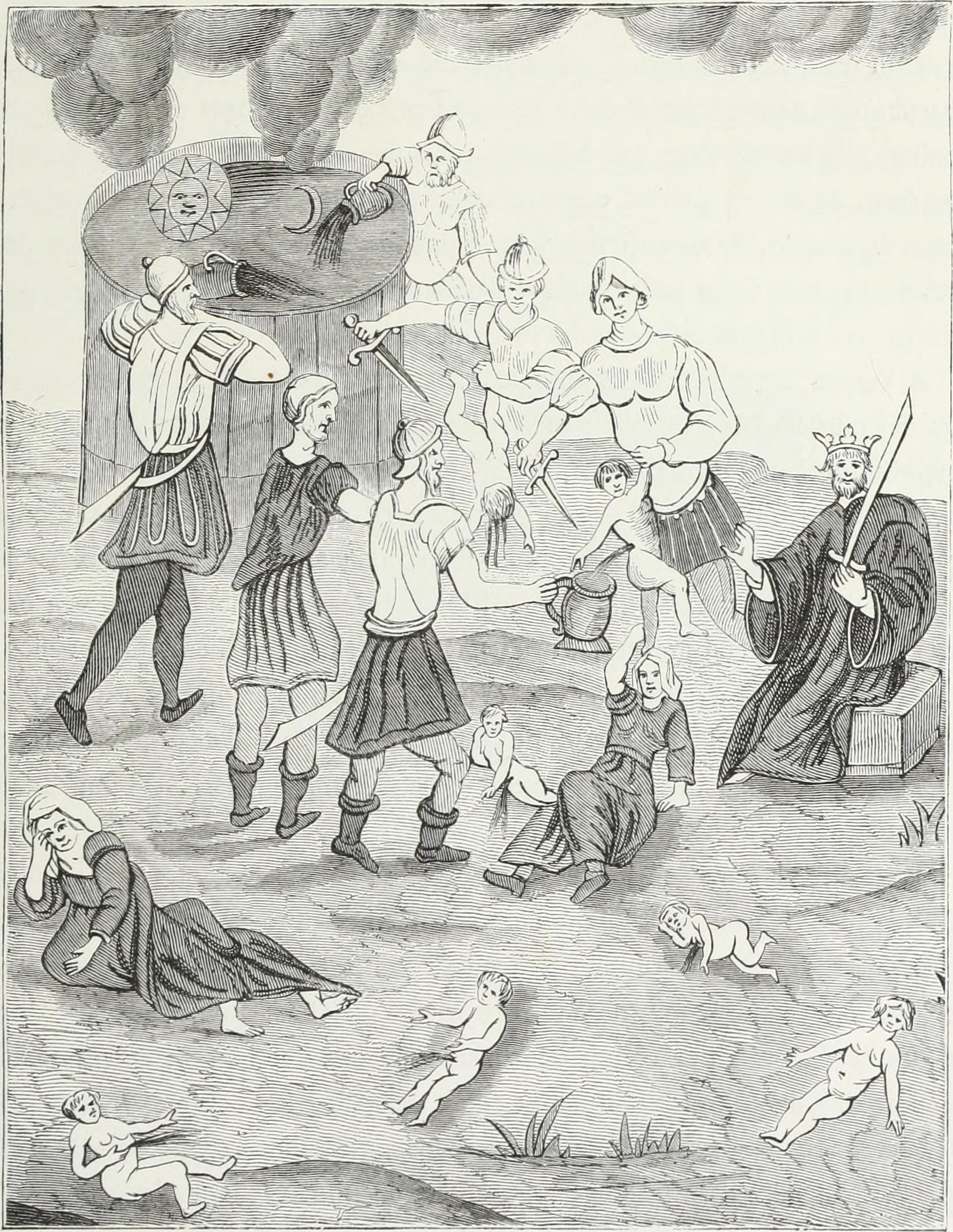
Illustration imaginaire de « meurtres rituels d'enfants » par des Juifs. Figure no 358 extraite de Mœurs, usages et coutumes au Moyen Âge et à l'époque de la Renaissance, Firmin Didot, Paris, (1871). Légende de l'image : Les Juifs recueillent pour leurs opérations magiques le sang des enfants chrétiens. Dessin à la plume et enluminé d'après le Livre de cabale d'Abraham le Juif.

## Les faits derrière les rumeurs

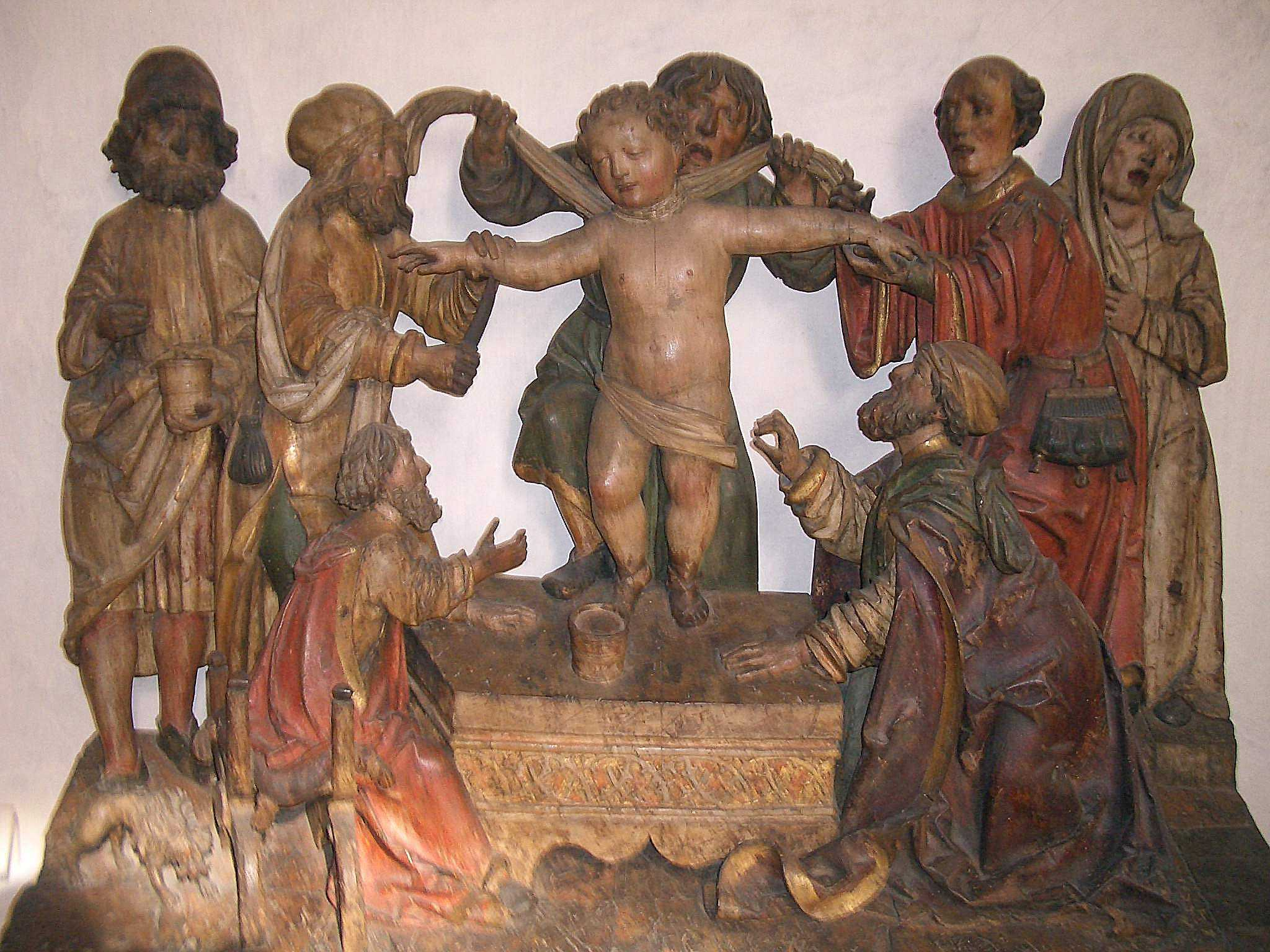
Bois polychrome montrant le martyre du petit Simon, Chiesa San Pietro à Trente (1515).

À la question de savoir quel événement a marqué les esprits chrétiens au point de ressortir une vieille fable qui n'avait jusque-là trouvé aucun écho y compris parmi les détracteurs les plus incisifs du judaïsme, le professeur Israël Jacob Yuval de l'université hébraïque de Jérusalem répond dans un article publié en 1993, suggérant que les chrétiens pourraient avoir vu au XIIe siècle, lors des massacres des communautés juives rhénanes à la suite de l'appel à la première croisade, des Juifs égorger leurs propres enfants pour leur éviter des tortures, le viol ou l'esclavage, avant de mourir eux-mêmes en martyrs, en sanctifiant le Nom divin. Cette façon d'agir extrême était connue de la tradition juive, les Zélotes s'étant suicidés en masse à Massada en 74 de notre ère, et Rabbi Akiva ayant lui aussi choisi la voie du kiddoush hashem en 135 de notre ère. Mais, tel que la perçoit le chroniqueur chrétien : « les Juifs, voyant les chrétiens s'armer en ennemis contre eux et leurs enfants, sans aucun respect pour la faiblesse de l'âge, s'armèrent de leur côté contre eux-mêmes, contre leurs coreligionnaires, contre leurs femmes et leurs enfants, leurs mères et leurs sœurs, et se massacrèrent entre eux. […] Les mères […] coupaient la gorge aux enfants qu'elles allaitaient, aimant mieux se détruire de leurs propres mains que de succomber sous les coups des incirconcis ».
Cependant, le professeur Yuval a estimé, en analysant les rapports chrétiens de ces évènements, qu'ils étaient déformés, et de nature à suggérer que si les Juifs peuvent tuer leurs propres enfants, ils peuvent aussi sans problème tuer des enfants chrétiens. Il rejette quant à lui la possibilité des histoires de crime rituel, d'une part parce que de tels sacrifices n'existent pas dans la tradition juive, Dieu lui-même arrêtant la main d'Abraham après avoir éprouvé sa foi, et d'autre part en raison de la nature précaire de l'existence de la minorité juive dans l'Europe chrétienne, précarité qui l'incitait à la discrétion et à la modération. Pour le professeur Yuval il s'agit d'une invention chrétienne,.
Le Shevet Yehouda, une chronique du XVIe siècle rédigée en Italie par Salomon ibn Verga raconte une histoire permettant de comprendre les mécanismes de l'accusation. Un jour, le roi de France reçut une plainte au sujet d'un Juif accusé de « crime rituel ». On l'a torturé, il a avoué, tout est en « ordre ». Demandant à un ambassadeur musulman « si de telles choses arrivent dans son royaume », le roi s'attire alors une cinglante réplique : de « tels enfantillages sont dépourvus de tout fondement rationnel ou religieux ». Le souverain s'emporte : « Mais quelle importance que ce soit irrationnel puisqu'il a avoué ? ». Un témoin avance alors une autre explication au fait que les Juifs ne s'adonnent pas aux crimes rituels en islam : « Honorable seigneur, si cela n'arrive pas dans votre royaume, c'est que les juifs n'ont aucune raison d'en vouloir aux musulmans. Mais ils en ont pour en vouloir aux chrétiens, à cause de Jésus ».

## Pratiques réelles du judaïsme concernant le sang et les sacrifices
Les descriptions de torture et de sacrifice humain, dans les accusations antisémites de rituel sanglant vont totalement à l'encontre de l'enseignement réel du judaïsme et du culte. De la façon la plus évidente, les Dix Commandements dans la Torah interdisent le meurtre. De plus, l'utilisation du sang dans la cuisine juive est strictement interdite par les règles alimentaires de la cacheroute. Le sang des animaux abattus ne doit jamais être consommé. Il doit justement être vidé de l'animal et jeté aux ordures ou recouvert de sable (Lévitique 17:12-13). Selon Vayiqra, le Livre du Pentateuque qui décrit en détail les rituels sacrificiels, le sang obtenu des animaux sacrifiés peut uniquement être placé sur l'autel du Grand Temple de Jérusalem (qui n'existait déjà plus à l'époque des premières accusations de meurtres rituels par les chrétiens). De plus, l'homme n'est pas considéré comme un « animal cacher ».
Alors que le sacrifice animal était une pratique du judaïsme ancien, le Tanakh (Ancien Testament) et l'Halakha (l'ensemble des lois et prescriptions religieuses) interdisent formellement le sacrifice humain et le considèrent comme l'un des péchés qui différencient les païens de Canaan des Hébreux (Deutéronome 12:31), (2 Rois 16:3). Les Juifs avaient justement l'interdiction de pratiquer de tels rituels et étaient punis en cas de transgression (Exode 34:15), (Lévitique 20:2), (Deutéronome 18:12), (Jérémie 7:31). En outre, la pureté rituelle dans le judaïsme interdisait à un prêtre de se trouver dans la même pièce qu'un cadavre humain (Lévitique 21:11).
Les partisans des accusations de meurtres rituels, comme le fasciste britannique Arnold Leese, auteur, en 1938, de « Jewish Ritual Murder », et ses sympathisants contemporains, prétendent que la preuve des meurtres rituels est contenue dans les textes sacrés juifs. Un site néonazi mentionne le Psaume 137 comme preuve que les Juifs pratiquaient le meurtre rituel de jeunes enfants en citant de façon isolée le vers : « Heureux qui saisit tes petits enfants, et les écrase sur le roc ! » Cependant, en se basant sur le contexte du reste du psaume 137, ce vers exprime un désir de vengeance à la suite des massacres babyloniens de Juifs. Si on reprend le vers dans son contexte, on comprend alors la véritable signification : « Fille de Babylone, la dévastée, heureux qui te rend la pareille, le mal que tu nous as fait ! Heureux qui saisit tes enfants, et les écrase sur le roc ! » (Psaumes 137:8).

## Les accusations de meurtre rituel au cours de l'Histoire
Selon Walter Laqueur,

« En tout, environ 150 cas d'accusations de meurtres rituels ont été répertoriés (sans compter les milliers de rumeurs) qui ont conduit à l'arrestation et au meurtre de Juifs, la plupart durant le Moyen Âge. Dans la majorité des cas, des Juifs étaient tués soit par la foule, soit après un procès précédé de tortures. »

Les exemples présentés ci-dessous ne reprennent que les accusations les plus connues, qui ont contribué à forger le mythe.

### Premières mentions
On apprend de la polémique de Flavius Josèphe contre Apion que celui-ci aurait accusé les Juifs d'engraisser chaque année un Grec dans leur temple, avant de le tuer afin de l'offrir en sacrifice, de manger ses organes internes et de prononcer un serment d'inimitié contre tous les Grecs. Cette accusation dans la Grèce ancienne, avant l'arrivée du christianisme, est généralement considérée comme un acte d'antisémitisme[réf. nécessaire]. Elle est peut-être la base de l'assertion d'un certain Damocrite (uniquement mentionné par la Souda grecque) selon laquelle les Juifs capturent un étranger tous les sept ans et l'offrent en sacrifice en lacérant sa chair.
Socrate le Scolastique rapporte dans son Historia Ecclesiastica (Constantinople, 415) que des Juifs ivres auraient accidentellement tué un enfant chrétien en le pendant à Pourim en dérision de Haman. Selon une autre version, ils auraient attaché l'enfant sur une croix et flagellé à mort.

### XIIesiècle

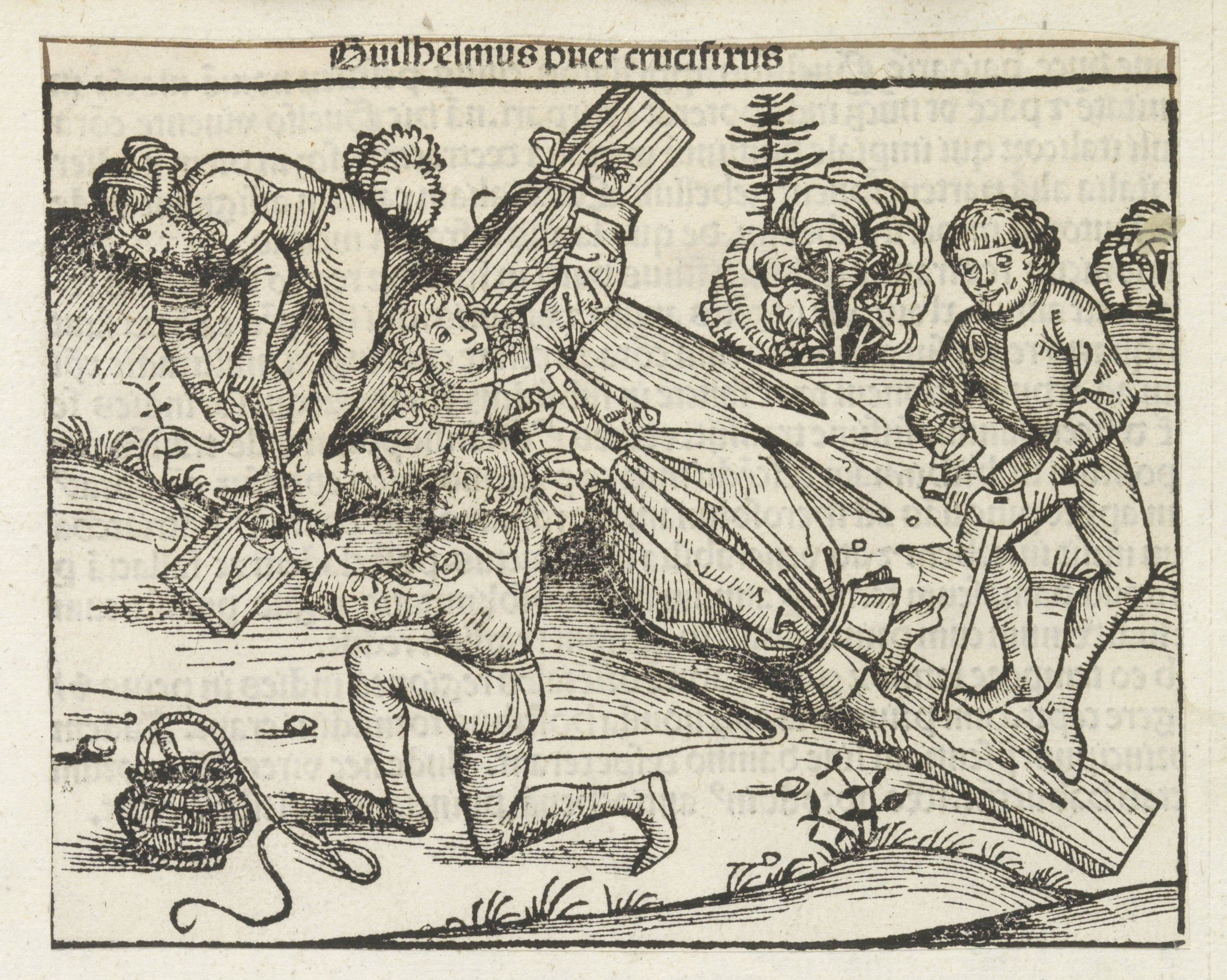
Crucifixion de William de Norwich, Chroniques de Nuremberg (1493)

#### Angleterre
La première accusation de meurtre rituel contre les Juifs a lieu en Angleterre le 20 mars 1144, jour de la Pâque juive. Les Juifs de Norwich sont accusés à la fois de meurtre rituel et d'avoir saigné le jeune Guillaume âgé de 12 ans, après la découverte dans un bois de son corps criblé de coups de couteau, où une lumière aurait guidé jusqu'à lui. Le biographe dit tenir tous les détails de l'accusation d’une servante chrétienne travaillant chez des Juifs.
La légende se transforme en culte, Guillaume obtient le statut de martyr et des foules de pèlerins se pressent apportant richesse à l'église locale. En 1189, la députation juive venue pour le couronnement de Richard cœur de Lion est attaquée par la foule. Un pogrom s'ensuit à Londres et s'étend à travers toute l'Angleterre. Le 6 février 1190, tous les Juifs de Norwich sont massacrés dans leurs maisons, sauf quelques-uns qui réussissent à trouver refuge au château.
Un siècle plus tard (en 1290), les Juifs sont expulsés de toute l'Angleterre. Ils ne seront autorisés à y revenir qu'après 1655.

#### France
En mars 1171, à Blois en France, un valet chrétien affirme avoir vu un Juif jeter le corps d'un enfant dans la Loire. Selon l'historien John Tolan, c'est l'abbé du monastère du Mont-Saint-Michel, historien et conseiller privé d'Henri II d'Angleterre, Robert de Torigni qui affirme qu’à Pâques, des Juifs de Blois auraient crucifié un enfant puis déposé son corps dans un sac jeté ensuite dans la Loire.
Les autorités ne retrouvent aucun corps. Ceci n'empêche pas les quelques dizaines de Juifs de la ville d'être emprisonnés. Trente-huit Juifs, dont dix-sept femmes et enfants, sont brûlés vifs (32 ou 40 selon d'autres écrits), le 26 mai de la même année, sur ordre du comte Thibaut V,. Il semble avoir utilisé le prétexte de meurtre rituel afin de conforter sa situation politique, étant alors en perte de pouvoir face à son frère, et financière, en s'appropriant les biens des victimes. « Blois devint ainsi la première ville européenne... à être le théâtre de la mise à mort de juifs sous le chef d’accusation de meurtre rituel ».

### XIIIesiècle

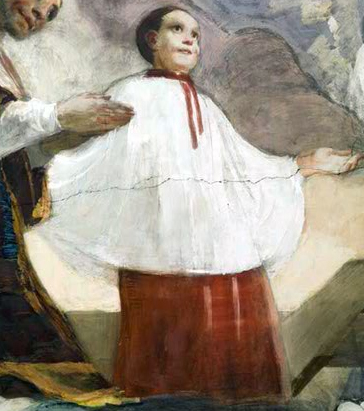
Saint Dominguito del Val par F. de Goya (1780)

Le 27 mars 1247, mercredi de la semaine sainte, une petite chrétienne est trouvée morte à Valréas en Provence. Cela donne lieu à une nouvelle rumeur de « crime rituel » et entraîne vers la torture puis le bûcher la totalité de la petite communauté,. Par la suite, d'autres Juifs de la région sont eux aussi persécutés et il faut l'intervention du pape Innocent IV pour arrêter cette flambée d'antijudaïsme.
Vers 1250, un enfant de chœur de Saragosse en Espagne, Dominguito del Val, aurait été enlevé et crucifié par des Juifs qui lui auraient ensuite arraché le cœur mais une lumière s'échappant de son tombeau aurait permis que l'on découvre ce crime. Les persécutions qui s'ensuivirent sur la population juive firent que beaucoup durent se convertir. Dominguito, canonisé, a été fêté le 31 août avant que l'Église catholique réexamine les faits et supprime ce culte. Il n'est même pas certain que Dominguito ait existé. La seule trace documentaire est constituée par le récit rapportant des rumeurs qu'en a donné Alphonse X de Castille.
En 1255, se produit le cas du Petit Saint-Hugues de Lincoln en Grande-Bretagne, qui nous est parvenu notamment par la mention qu'en fait 150 ans plus tard Geoffrey Chaucer : un enfant de 8 ans, dénommé Hugh, fils d'une femme nommée Béatrice, disparaît le 31 juillet à Lincoln. Son corps est retrouvé le 29 août, couvert d'immondices, dans une fosse ou un puits appartenant à un Juif dénommé Copin ou Koppin de Lincoln, aidé des accusations de la mère et du juge et officier du roi, (en) John de Lexinton. À la suite de la promesse faite à Copin par John de Lexinton de lui laisser la vie sauve, Copin confesse que le garçon a été crucifié par les Juifs, qui se sont rassemblés à Lincoln dans ce but. Le roi Henri III, arrivé à Lincoln cinq semaines plus tard, refuse de respecter la promesse faite par Lexinton et fait exécuter Copin. 99 juifs de Lincoln sont arrêtés et envoyés à Londres, où 18 d'entre eux sont exécutés. Les autres doivent leur salut à l'intercession des franciscains ou de Richard de Cornouailles, frère du roi.
En 1267, le corps d'une fillette de sept ans est découvert à Pforzheim, pays de Bade, dans une rivière par un pêcheur. Les Juifs sont suspectés. Lorsqu'ils sont conduits devant le corps de la fillette, on raconte que le sang commence à couler des blessures ; conduits une seconde fois devant le corps, le visage de l'enfant se met à rougir, et ses deux bras s'élèvent. Outre ces « miracles », la fille d'une « méchante femme » témoigne que sa mère aurait vendu l'enfant aux Juifs. Il n'y a pas eu de procès équitable et il est fort probable que la « méchante femme » ait été la meurtrière. Il est évident qu'un meurtre judiciaire a alors été commis à l'encontre des Juifs à la suite de cette accusation, de la façon dont est relaté cet événement dans le « Memorbuch » de Nuremberg et les poèmes de la synagogue.
En 1270, un autre « miracle » sera retenu comme preuve de la culpabilité des Juifs à Wissembourg (Alsace) : selon l'accusation, les Juifs auraient suspendu par les pieds un enfant (dont le corps a été retrouvé dans la Lauter) et ouvert chacune de ses artères afin de recueillir tout son sang. Les blessures de l'enfant auraient cependant continué à saigner pendant cinq jours.

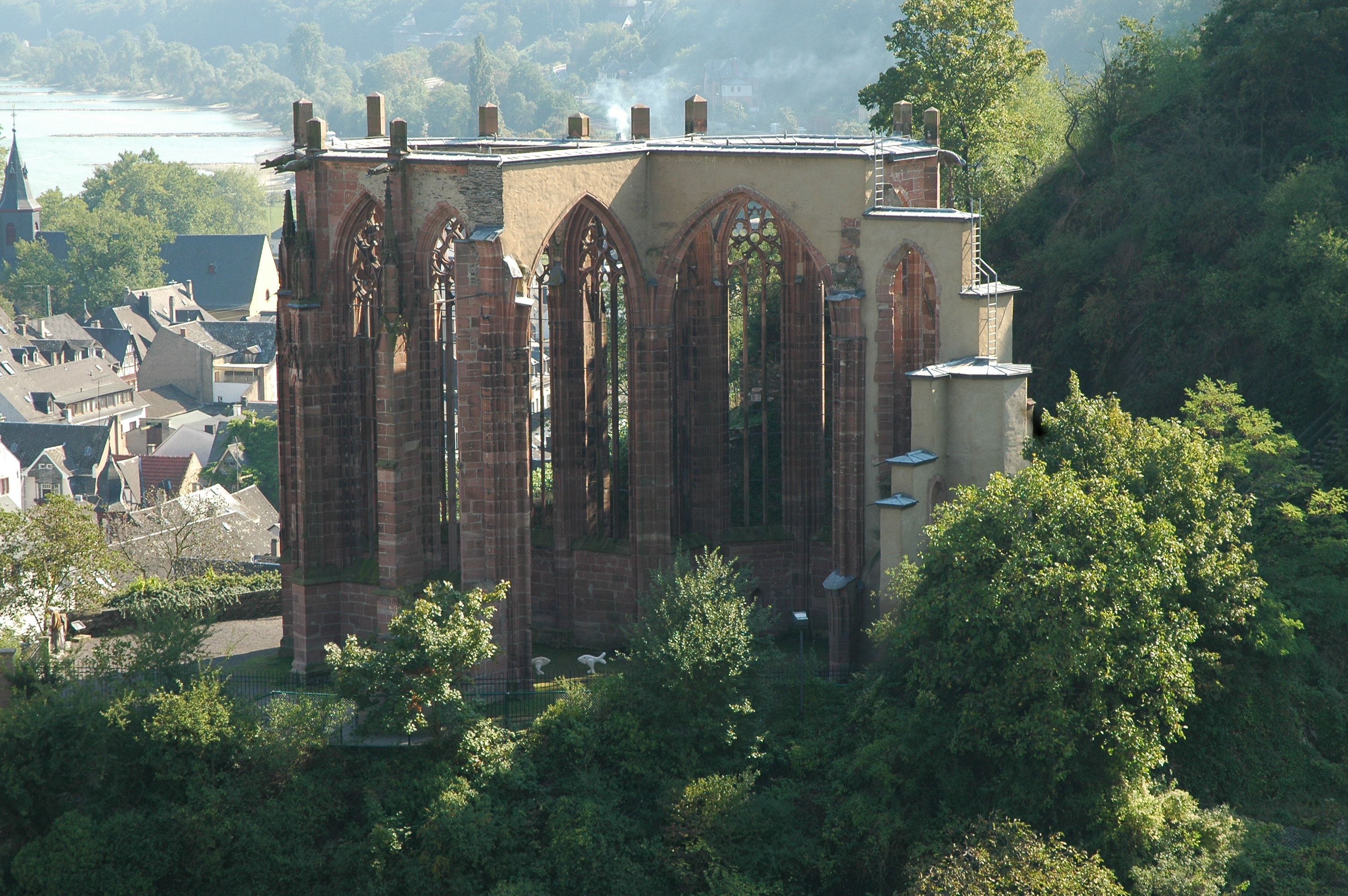
Église de saint Werner, Bacharach sur le Rhin

En 1287, à Oberwesel (Allemagne), d'autres « miracles » accusent les Juifs : le corps du jeune Werner, âgé de seize ans, aurait flotté sur le Rhin à contre-courant jusqu'à Bacharach, émettant un rayonnement et doué de pouvoirs de guérison. Pour cette raison, les Juifs d'Oberwesel et de nombreuses autres localités voisines sont sévèrement persécutés pendant les années 1286-1289. L'empereur Rodolphe Ier à qui les Juifs ont fait appel pour leur protection, publie une proclamation publique affirmant qu'un grand tort a été commis à l'encontre des Juifs, et que le corps de Werner doit être brûlé et ses cendres dispersées au vent. Werner est considéré comme un martyr à qui on attribue des miracles ; plusieurs lieux notamment en France (Auvergne, Franche-Comté) rappellent le culte de saint Vernier, dont les dernières représentations datent du XIXe siècle.
À Troyes, en Champagne, en 1288, les Juifs sont accusés d'un meurtre rituel : pour sauver les juifs de la cité, 15 membres d’une famille juive se sacrifient en s’accusant d’un délit qu’ils n’ont pas commis, ils sont brûlés.

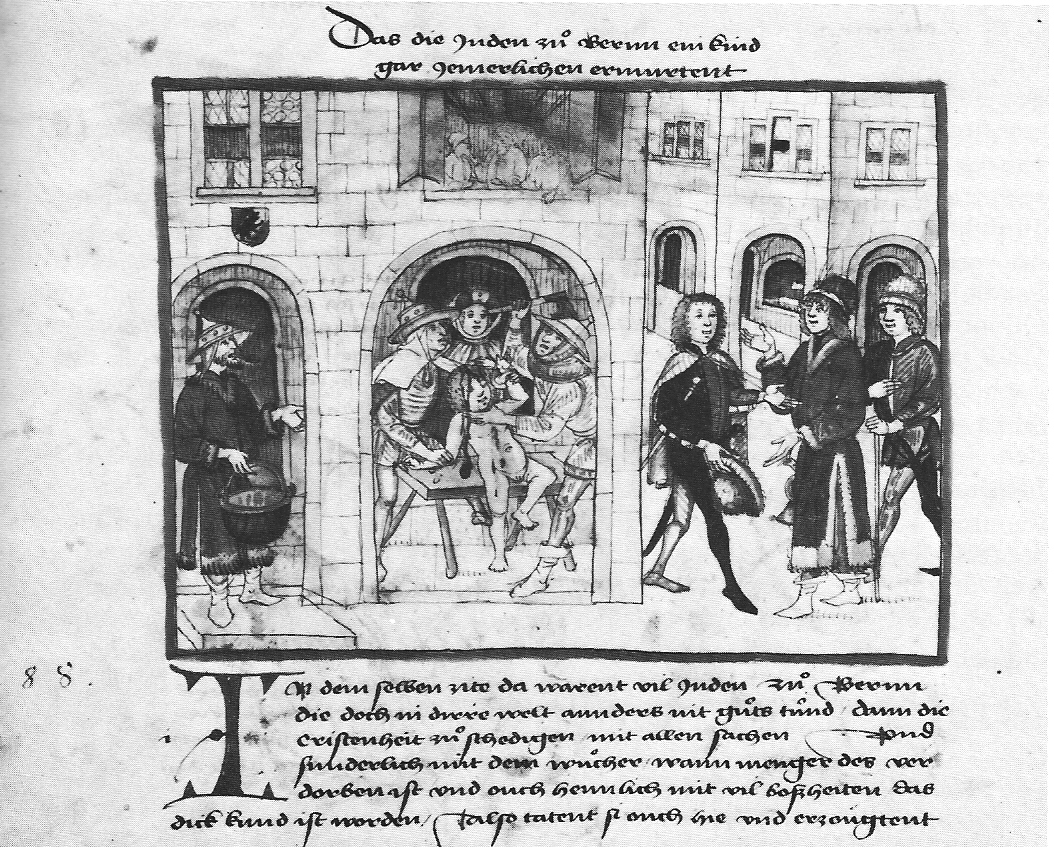
Représentation du martyr de Rodolphe de Berne dans la Chronique bernoise de De Diebold Schilling l'Ancien (1445-1486).

Konrad Justinger dans sa « Chronique » de 1423 affirme qu'à Berne (Suisse) en 1294, les Juifs ont torturé et assassiné un petit enfant appelé Rodolphe (ou (de) Rudolf de Berne) pour leur « crime rituel ». Un pogrom s'ensuit à Berne puis les autorités décident d'expulser tous les Juifs de la ville devant abandonner leurs biens et leurs créances, afin de calmer la colère populaire et éviter de rembourser les dettes dues aux financiers juifs. Les documents montrent que ni le roi, ni la cour, ni le maire de la ville ne croyaient en ce meurtre rituel, ni même le juge d'alors qui parle d'un meurtre « présumé ». L'impossibilité historique de cette histoire largement accréditée fut démontrée par Jakob Stammler, un pasteur de Berne, en 1888. Iconographiquement, Rodolphe est représenté avec les attributs de saint, palme, croix et couteau ; parfois, on le trouve blessé au sol.
Le Memorbuch de Nuremberg est écrit à la fin du XIIIe siècle. Il raconte entre autres qu'en 1285, la communauté juive de Munich a été accusée de meurtre rituel. 180 juifs, hommes, femmes, enfants furent alors enfermés dans la synagogue et brûlés avec elle.
Les accusations de meurtres rituels semblent avoir été si nombreuses au XIIIe siècle dans l'Europe chrétienne, bien que peu d'informations ne nous soient parvenues, que le Duc Boleslas V le Pudique en 1264, dans la Charte de Kalisz, chargée de protéger les Juifs de Pologne, ait été obligé de mentionner texto dans l'article 31 de cette charte :
« Il est strictement interdit d'accuser les Juifs de boire du sang humain. Cependant, si un Juif est accusé du meurtre d'un enfant chrétien, cette accusation devra être prouvée par le témoignage de trois Chrétiens et de trois Juifs avant que la condamnation du Juif puisse être prononcée. Néanmoins, si ces témoins prouvent l'innocence du Juif, le dénonciateur subira le châtiment qu'eut subi le Juif. »

### XVeetXVIesiècles
À Rinn, près d'Innsbruck dans le Tyrol, un garçon du nom d'Andreas Oxner (connu aussi sous le nom d'Anderl von Rinn) aurait été acheté par des marchands juifs et assassiné avec cruauté dans une forêt proche de la cité en 1462 ; son sang aurait été soigneusement recueilli dans des bassines (l'accusation d'avoir vidé l'enfant de son sang n'est faite qu'au début du XVIIe siècle, lors de l'établissement du culte). L'inscription la plus ancienne dans l'église de Rinn, datant de 1575, est altérée par des embellissements fabuleux ; il est, par exemple, rapporté que l'argent qui servit à acheter le garçon à son parrain s'était transformé en feuilles, ou qu'un lis avait fleuri sur sa tombe. Le culte continua jusqu'à ce qu'il soit officiellement interdit en 1994 par l'évêque d'Innsbruck.

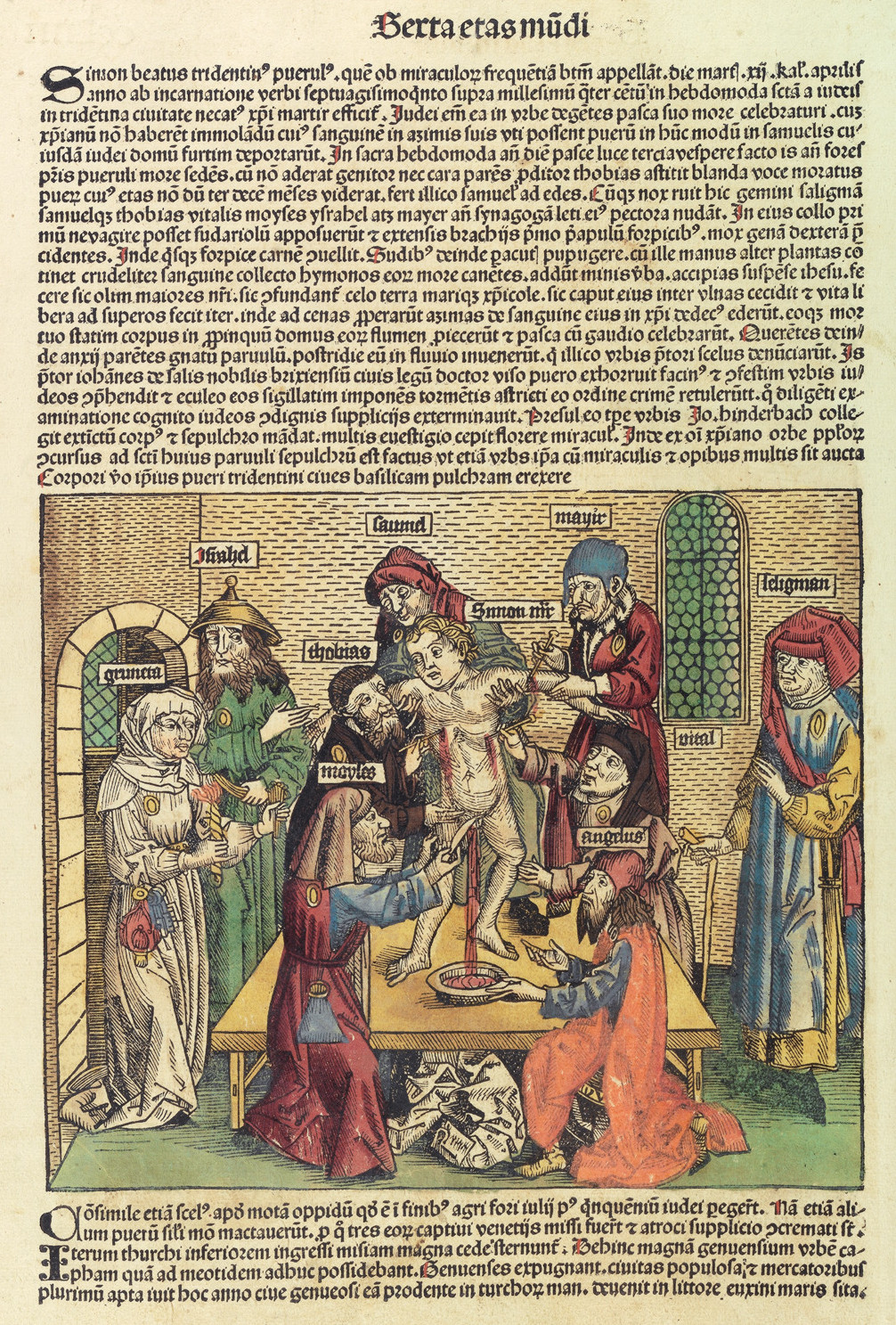
Représentation du meurtre rituel supposé de Simon de Trente dans la Weltchronik d'Hartmann Schedel (1493).

En 1470, à Endingen, dans le pays de Bade, les paroissiens découvrent lors de travaux dans l'ossuaire de l'église, le corps d'un homme et d'une femme ainsi que les restes de deux enfants décapités. Aussitôt, ils sont identifiés par la rumeur publique à une famille pauvre, disparue huit ans plus tôt après avoir été vue pour la dernière fois entrant dans la maison d'un Juif. Un procès pour meurtre rituel s'ensuit. Malgré l'absence de preuves, les Juifs de la ville sont condamnés et exécutés.
En 1475, Simon de Trente, âgé de deux ou trois ans, disparaît. Son père affirme qu'il a été enlevé et assassiné par la communauté juive locale. Quinze Juifs sont condamnés à mort et brûlés. Le verdict est approuvé dans la bulle papale XII Kal. de juillet 1478. Cent ans plus tard, le pape Grégoire XIII reconnaît Simon comme un martyr et visite son sanctuaire. Simon est canonisé par le pape Sixte V en 1588, qui régularise son culte populaire. Benoît XIV ratifie Simon en tant que saint en 1755 dans sa bulle Beatus Andreas. L'enfant est déchu de son statut de saint en 1965 par le pape Paul VI. Son meurtre est cependant toujours considéré par certains comme le fait d'une poignée d'extrémistes.
En 1480, trois Juifs subissent un procès, sont condamnés et exécutés pour « crime rituel » à Venise.
En 1491, deux Juifs et trois conversos (Juifs convertis au christianisme) sont accusés du meurtre de Christophe (ou Cristóbal) de Tolède en Espagne, un enfant chrétien de quatre ans, ledit Santo Ninò (Affaire du Saint Enfant de La Guardia). Au total, huit personnes sont brûlées (deux Juifs, Yucef/Jucé Franco et Moshe Abenamias, et six convertis, Alonso, Lope, Garcia et Jean Franco, Jean de Ocaña et Benito García). L'affaire du Saint Enfant de La Guardia est une première dans l'Inquisition espagnole, qui ne s'en prend plus uniquement à des convertis, mais aux Juifs eux-mêmes. On sait de nos jours qu'elle forgea ce procès de toutes pièces afin fournir un argument majeur pour faciliter l'expulsion des Juifs d'Espagne en 1492. Les biens confisqués aux inculpés servent à financer la construction du monastère de Saint Thomas d'Avila, qui sera achevé le 3 août 1493. Quant à l'enfant, il fut l'objet d'une grande dévotion puis canonisé par le pape Pie VII en 1805, et enfin retiré du canon, bien que, là aussi, une poignée d'individus revendique la validité du procès.
En 1494, il se produisit une autre accusation de meurtre rituel d'un garçon saigné à blanc et tué à Tyrnau (Nagyszombat, aujourd'hui Trnava, Slovaquie) dont on ne sait pas grand-chose. Cependant, l'absurdité, et même l'impossibilité des aveux obtenus sous la torture de femmes et d'enfants démontrent que les accusés préfèrent la mort comme moyen d'échapper à la torture, et admettent tout ce qu'on veut leur faire dire. Ils ont entre autres confirmé que les hommes juifs ont des règles, et qu'ils doivent boire du sang de chrétiens comme remède[source insuffisante].
À Bösing en Hongrie (Bazin, aujourd'hui Pezinok, Slovaquie), les Juifs sont accusés en 1529 d'avoir infligé des tortures atroces et saigné à mort un jeune garçon de neuf ans. Trente Juifs dont des enfants avouent leur crime et sont brûlés en place publique. La vérité sera connue plus tard, lorsqu'on retrouve le jeune garçon, vivant, à Vienne. Son rapt avait été organisé par l'accusateur, le comte Wolf de Bazin, afin de se débarrasser de ses créanciers juifs[réf. nécessaire].
En 1543, à Wurtzbourg, cinq Juifs accusés de meurtre rituel ont été emprisonnés et torturés. Après avoir personnellement intercédé en faveur de ces prisonniers, Josel de Rosheim à la fin obtient leur pardon de l'empereur Charles Quint[réf. nécessaire].

### XVIIesiècle

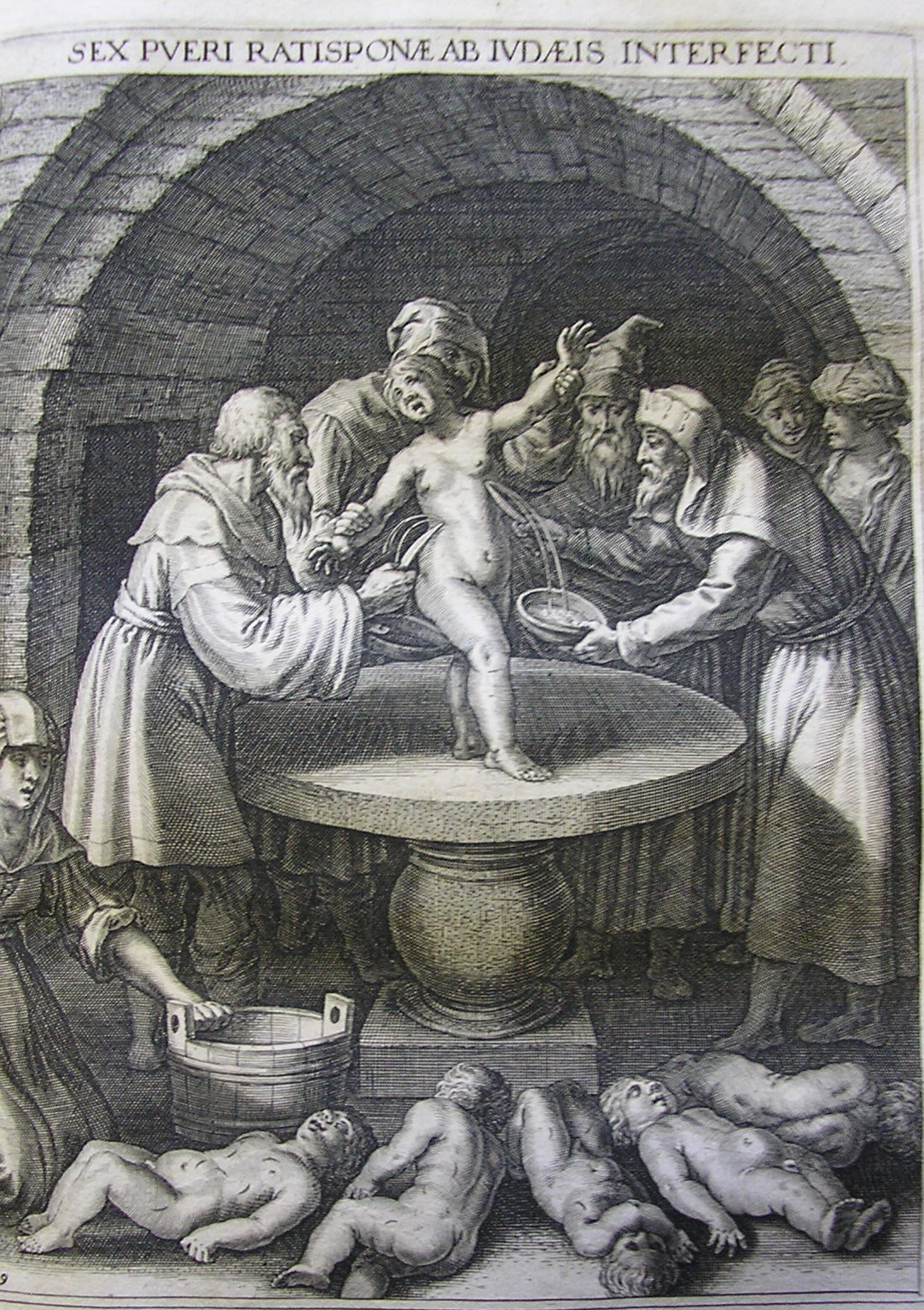
Représentation de crime rituel par des Juifs, gravure sur cuivre, Ratisbonne en Allemagne (1627).

Dans la république des Deux Nations en 1690, Gabriel de Białystok, le seul enfant saint de l'Église orthodoxe russe âgé de six ans est, selon la légende soutenue par l'église, enlevé chez lui pendant la Pâque juive, alors que ses parents sont absents.
Shutko, un Juif de Białystok, est accusé d'avoir emmené l'enfant à Białystok, de l'avoir transpercé avec des objets pointus, de l'avoir saigné pendant neuf jours, puis d'avoir ramené le corps à Zverki et l'avoir jeté dans un champ du village. Un culte se développe encouragé par l'église, et l'enfant est canonisé en 1820. Ses reliques font encore l'objet de pèlerinages. Le 27 juillet 1997, la télévision étatique biélorusse a diffusé un film alléguant que l'histoire est véridique. La relance de ce culte en Biélorussie est considérée comme une dangereuse expression d'antisémitisme dans les rapports internationaux sur les droits de l'homme et les libertés religieuses,,,, qui ont été transmis au HCR.
Le mercredi 25 septembre 1669, Raphaël Lévy, un paisible marchand de bestiaux de Boulay, se rend à Metz acheter un shofar. Ce même jour, le fils de Mangeotte Villemin, habitant un village entre Boulay et Metz, disparaît. Raphaël Levy est rapidement accusé d'avoir enlevé l'enfant. Lors de son procès à Metz, de nombreux témoins défilent. Si la plupart témoignent à charge, certains mettent en avant les incohérences des accusations. Le petit garçon était encore vivant à 15 heures alors que Levy avait déjà entamé le chemin de retour. La couleur de son cheval n'est pas celle décrite par les accusés. Rien n'y fait. Des villages alentour, des gens viennent dénoncer d'autres meurtres rituels, des profanations d'hosties. D'autres Juifs sont ainsi jetés en prison. Malgré les effroyables tortures auxquelles il est soumis, Raphaël Levy continue de proclamer son innocence et la fidélité à sa foi. Il est brûlé vif le 17 janvier 1670. Ceci n'empêche pas Louis XIV d'accorder à 96 familles juives l'autorisation de s'installer à Metz.

### XVIIIesiècle
Un procès a lieu à Przemysl en Pologne contre sept Juifs de Stupnica (comté Dobromil) pour le présumé assassinat à des fins rituelles d'un enfant de 3 ans. Les accusés sont soumis à la torture. Six sont condamnés à mort et une femme est laissée en vie mais envoyée à la prison de la ville.

### XIXesiècle

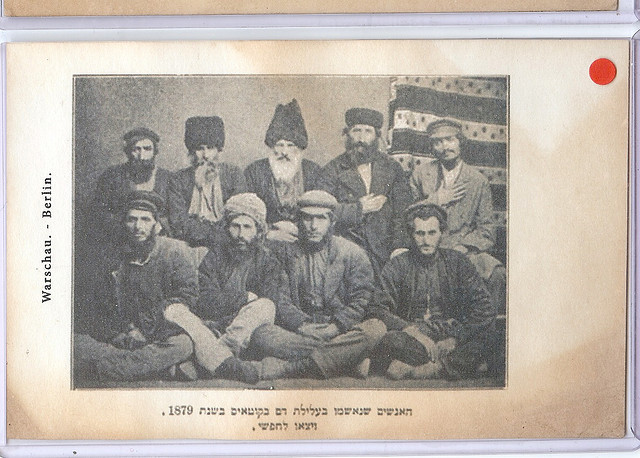
Juifs du Caucase accusés de « crime rituel » puis relâchés en 1879.

Le 22 avril 1823 en Russie à Velizh, dans l'oblast de Smolensk, un garçon de trois ans prénommé Fedor termine son déjeuner et part jouer à l'extérieur. Fedor n'est jamais rentré chez lui après sa marche. Quelques jours plus tard, un voisin a trouvé son corps mutilé drainé de sang et percé à plusieurs reprises. Il ne fallut pas longtemps avant que des rumeurs ne commencent à circuler selon lesquelles des Juifs auraient assassiné le petit garçon,.
La première accusation de meurtre rituel au Moyen-Orient fut également le fait d'un chrétien d'Europe à Damas, à l'époque sous juridiction égyptienne. En 1840, lorsque le frère Tomasso et son serviteur sont retrouvés assassinés, le consul de France à Damas en accuse les Juifs. Les suspects (dont des enfants) dont les confessions sont, là aussi, obtenues sous la torture — certaines les menant à la mort — seront libérés à la suite de l'intercession de Méhémet Ali, vice-roi d'Égypte, par l'entregent d'une délégation juive menée par Sir Montefiore.
Cette affaire de Damas, ainsi que l'affaire Mortara en Italie sont à l'origine de la création de l'Alliance israélite universelle (AIU).

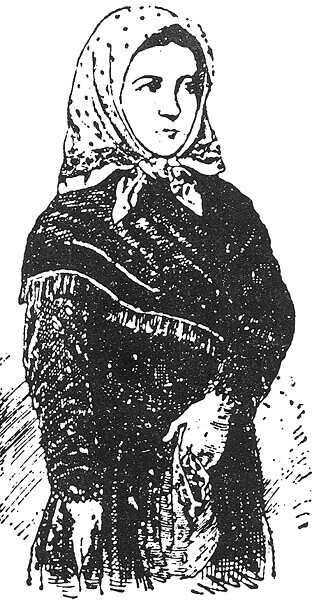
La jeune Eszter Solymosi telle que représentée par la presse de l'époque.

En 1840 également, mais à Rhodes, alors partie de l'empire ottoman, les Juifs sont accusés du meurtre d'un garçon chrétien. Les accusations sont soutenues par le gouverneur local et par les consuls européens en poste à Rhodes. Plusieurs Juifs sont arrêtés et torturés. Le quartier juif est bouclé pendant douze jours. Une enquête menée par le gouvernement central ottoman démontre l'innocence des Juifs.
En 1882, à Tiszaeszlár (Hongrie), à la suite de la disparition d'Eszter Solymosi, une jeune chrétienne de 14 ans, des Juifs (hommes, femmes, enfants) de la ville et alentour sont accusés et jugés pour meurtre rituel. L'affaire de Tiszaeszlár provoque une vague d'agitation antisémite dans tout le pays, qui redoublera après l'annonce du verdict d'acquittement. Le héros national Lajos Kossuth, exilé à Turin, critique violemment le gouvernement hongrois pour son implication dans ces troubles antisémites, les considérant comme indigne d'une nation civilisée.
En Bohême, en 1899, Léopold Hilsner, un vagabond juif, est accusé d'avoir tué une jeune femme chrétienne de dix-neuf ans, Anežka Hrůzová, en lui tailladant la gorge. En dépit de l'absurdité de l'accusation et de la nature relativement progressiste de la société austro-hongroise, Hilsner est déclaré coupable et condamné à mort. Il est même reconnu coupable ultérieurement du meurtre jusqu'alors non élucidé, d'une autre femme chrétienne. En 1901, sa sentence est commuée en prison à vie. Tomáš Masaryk, célèbre professeur de philosophie austro-tchèque et futur président de la Tchécoslovaquie, organise la défense d'Hilsner. Les médias lui en feront plus tard le reproche.
En mars 1918, Hilsner est gracié par l'empereur d'Autriche Charles Ier. Il n'a cependant jamais été disculpé, et les véritables coupables n'ont jamais été découverts.
D'autres accusations de « meurtres rituels » attribués aux Juifs ont lieu : en 1882, à Tiszla-Eszlar (Hongrie) ; en 1886, à Dohilew (Biélorussie) et à Grozno (Tchétchénie) ; en 1887, à Constantinople (Turquie/empire ottoman), à Caïffa (Royaume de Jérusalem), à Budapest (Hongrie) et à Presbourg (Slovaquie) ; en 1888, à Salonique (Macédoine/empire ottoman), à Samacoff (Bulgarie), à Kaschau (Slovaquie) et encore à Presbourg ; en 1889, à Varna et à Kustendil (Bulgarie), à Alep (Syrie), encore à Presbourg ; en 1890, à Damas (Syrie), à Beyrouth (Liban) et à Mustapha, banlieue d'Alger (Algérie) ; en 1891, à Philipopolis  ; en 1891, à Yamboli (Bulgarie), encore à Alep, à Smyrne (Turquie/empire ottoman), à Budapest (Hongrie), à Corfou (Grèce), à Xanten (Allemagne) et même à Ingrandes (France) - où quelques mois plus tard, la mère de l'enfant assassiné est reconnue coupable d'infanticide.

### XXesiècle

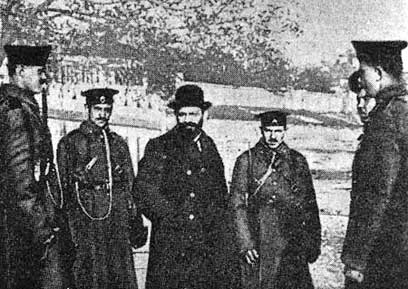
Mendel Beilis arrêté par la police tsariste.

En 1910, le pogrom de Chiraz en Iran contre les Juifs de la ville, fait suite à une première accusation de meurtre rituel, dont les accusateurs et la victime supposée sont musulmans. Tout le quartier juif est pillé et le pogrom fait 12 morts et plus de 50 blessés parmi la population juive.
En 1911, le surintendant juif d'une fabrique de briques de Kiev en Ukraine, Mendel Beilis, est accusé du meurtre d'un enfant chrétien et de l'avoir saigné pour préparer des matzot (pains azymes) avec son sang. Il est acquitté en 1913 par un jury entièrement composé de chrétiens, après un procès à sensation.

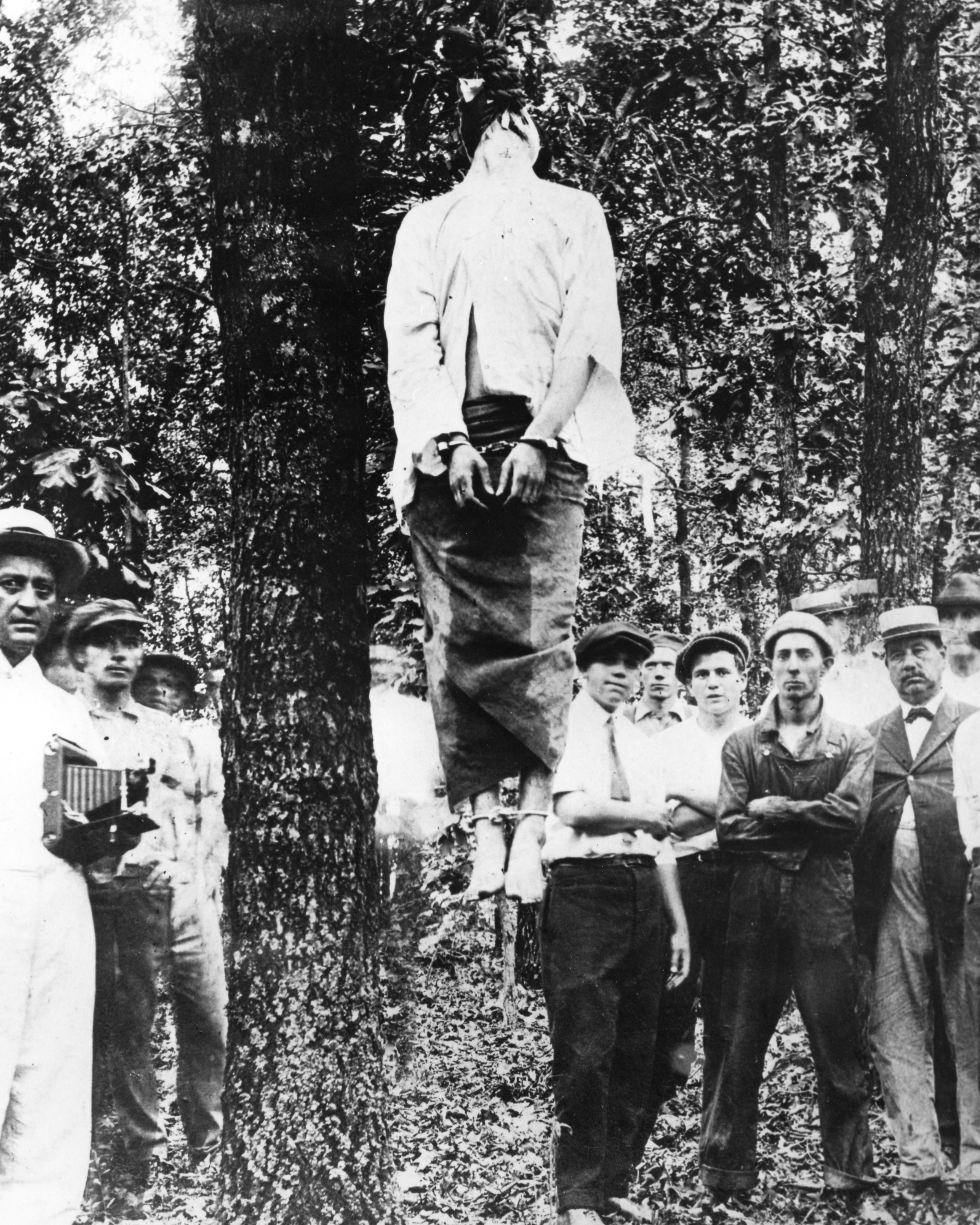
Lynchage de Leo Frank par la foule.

Deux ans plus tard, en 1913, Leo Frank, le directeur juif d'une fabrique de crayons d'Atlanta (en Géorgie, États-Unis) est accusé de viol et de meurtre sur la jeune Mary Phagan âgée de 13 ans. Bien que l'aspect rituel soit absent de l'accusation, y compris dans la presse à scandale, une violente campagne le décrit comme pervers et sadique. Lorsque Frank est gracié par le gouverneur en 1915, c'est aux cris de « Hang the Jew » qu'il est lynché par un groupe se faisant appeler les Chevaliers de Mary Phagan, qui deviendra plus tard le noyau central du second Ku Klux Klan[réf. nécessaire], le premier ayant été dissous par le gouvernement fédéral depuis les années 1870. Le lynchage de Leo Frank est aussi lié aux tensions racistes et politiques en Géorgie, où de nombreuses autres personnes ont été lynchées.
Cette affaire, révélatrice du climat d'antisémitisme qui régnait alors aux États-Unis, mena à la création de l'Anti-Defamation League.
Pour Pierre-André Taguieff, l'exécution de la famille impériale de Russie à Iekaterinbourg, le 17 juillet 1918 — dont le principal responsable est un officier juif de la Tchéka, Iakov Iourovski — est une occasion pour les Russes blancs de dénoncer un mythique « complot judéo-bolchévique » fondé sur la réactivation de « l'imaginaire du crime rituel juif ».
En 1946, des Juifs de Kielce, en Pologne, ayant survécu à la Shoah demandent à leur retour à leurs voisins non-Juifs de leur restituer leurs terres et leurs biens spoliés au cours de la guerre. La réponse ne se fait pas attendre : sur base d'une accusation de meurtre rituel lancée pour le principe, les Polonais déclenchent le pogrom de Kielce afin de régler la question à leur façon[réf. nécessaire].

## Accusations contemporaines de crime rituel

### Dans les pays arabes et musulmans
Des accusations de crime rituel apparaissent dans certains médias arabo-musulmans contrôlés, dont les programmes télévisés, les sites internet et les livres :
- « La Matza de Sion » a été écrit par le ministre syrien de la défense, Moustafa Tlas en 1986. Le livre se concentre sur deux sujets : rappeler les accusations de meurtre rituel contre les Juifs dans l'affaire de Damas de 1840, et les Protocoles des Sages de Sion[67].
  - Le 21 octobre 2002, le journal en langue arabe basé à Londres, Al-Hayat rapporte que le livre a fait l'objet de huit réimpressions et est en train d'être traduit en anglais, français et italien.
  - En 2001 un studio de production égyptien produit et diffuse un film appelé Un cavalier sans cheval, basé en partie sur le livre de Tlas.
  - Le livre est cité à une conférence des Nations unies par le délégué syrien en 1991.
- Plusieurs administrations syriennes, y compris les services de police de Damas, le département des antiquités et des musées, le ministère de la sécurité, le ministère de la culture ont participé à la création d'une série télévisée antisémite appelée Ash-Shatat (« La Diaspora »). Cette série a été initialement diffusée en Syrie et au Liban fin 2003 par la chaîne satellitaire Al-Manar, propriété du Hezbollah. Cette série télé, basée sur le faux antisémite les Protocoles des Sages de Sion, montre le peuple juif se lançant dans une conspiration afin de dominer le monde, et présente les Juifs comme des gens qui tuent les enfants chrétiens, les saignent et utilisent leur sang pour cuire la matza[68],[69],[70]. La chaine Al-Manar a par la suite retiré cette série de ses programmes et des excuses furent présentées[71].
- Le 20 décembre 2005, lors d'une discussion télévisée entre analystes politiques iraniens diffusée par la chaîne iranienne Jaam-e Jam 2, le collaborateur du Times de Téhéran et auteur du livre L'histoire des Juifs, le Dr Hasan Hanizadeh prétend que les Juifs sont coupables de deux « faits horribles » en Europe au XIXe siècle :

« En 1883, environ 150 enfants français sont assassinés de façon horrible dans les faubourgs de Paris, avant la Pâque juive. L'enquête a montré que les Juifs avaient tué les enfants pour recueillir leur sang… Un fait similaire s'est déroulé à Londres où beaucoup d'enfants ont été égorgés par des rabbins juifs,… »

- Le roi Fayçal d'Arabie saoudite profère des accusations contre les Juifs parisiens les accusant de crimes rituels[74].[Quand ?]
- Une histoire publiée en Iran en 2004 raconte que les docteurs juifs prélèvent les organes des enfants palestiniens dans les hôpitaux israéliens[75].
- Dans les années 2000, certains observateurs comme Pierre-André Taguieff[76] ou Jonathan S. Tobin (en))[77] dénoncent la présentation de l'affaire Mohammed al-Durah par la presse arabe comme une accusation de crime rituel. A contrario, un article de Khaled Diab dans Haaretz assimile ensuite la dénonciation d'un montage palestinien à une autre accusation de meurtre rituel, cette fois envers les Palestiniens[78].
- En 2012, dans l'émission hebdomadaire Milad diffusée sur plusieurs chaînes satellitaires arabes (notamment Qatar Television, la télévision libyenne et les chaînes saoudiennes y compris (en) 4Shabab , Rotana et (en)Al-Risala), Salman al-'Awdah, un éminent érudit libéral saoudien et secrétaire général adjoint de l'Union internationale des savants musulmans, promeut la « traduction » en langue arabe du Talmud de Babylone par le Centre d'études Moyen-Orient (CESM) de Jordanie, pour soutenir sa diatribe antisémite où il raconte l'histoire d'un médecin auquel les Juifs auraient demandé de leur fournir du sang humain pour faire des tartes puis la description d'enlèvements d'enfants à Damas par des Juifs afin d'utiliser leur sang pendant Pâques[79].
- En décembre 2014, sous la plume de Rafat Mustafa, membre du Parti Baas syrien et écrivain antisémite prolifique, le journal islamique égyptien « Al Shaab (en) » informe que « la plupart des Juifs sont assoiffés de sang » car leur religion leur demande de sacrifier ceux qui n'y croient pas à « leur Dieu Jéhovah » et que les recherches montrent que dans le passé, les sorcières juives utilisaient du sang humain dans leurs cérémonies magiques[80].
- En avril 2015, sur le site iranien alef.ir détenu par Ahmad Tavakkoli, docteur en économie de l'Université de Nottingham, membre du Parlement iranien, ancien ministre des affaires sociales et du travail et président du centre de recherche parlementaire, un article est publié dont le titre est « Qui sont les personnes les plus sanguinaires de l'histoire humaine ? »[81]. Il démontre qu'il s'agit des Juifs dans l'utilisation qu'ils font du sang des non-juifs, qu'ils boivent ou qui est nécessaire à leurs pratiques rituelles religieuses, jusqu'au traitement qu'ils réservent aux Palestiniens. Il mentionne plusieurs exemples de vols et de meurtres d'enfants par les Juifs afin de les utiliser pour leurs rituels de la Pâque, qui auraient eu lieu au Moyen Orient comme en Europe. Il évoque également « l'esprit rapace de cette race » et s'appuie de manière vague sur l'Encyclopédie du judaïsme, sur plusieurs ouvrages en arabe et sur les propos de l'antisémite allemand Erich Bischoff inspirés du Talmud démasqué ou de l'antisémite britannique Richard F. Burton. Aucun responsable iranien n'a dénoncé cette diffamation et l'article est ensuite paru sur le site mashreghnews.ir[80].

#### Contestation
Quelques écrivains arabes ont condamné ces accusations de meurtre rituel. Le journal égyptien Al-Ahram a publié une série d'articles de Osam Al-Baz, un conseiller du président égyptien Hosni Moubarak. Osam Al-Baz explique entre autres les origines de ces accusations portées contre les Juifs. Il dit que les Arabes et les musulmans n'ont jamais été antisémites, en tant que groupe, mais ont accepté que quelques écrivains et personnalités des médias attaquent les Juifs « sur la base des raisonnements et des mythes racistes originaires d'Europe ». Il conseille vivement de ne pas succomber à des mythes comme ceux des crimes rituels.

### En Russie

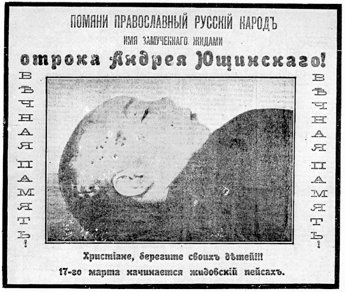
Un tract antisémite distribué à Kiev avant le procès de Mendel Beilis, recommandant aux parents chrétiens de veiller sur leurs enfants durant la Pâque juive.

Début janvier 2005, en Russie, quelque 20 membres de la Douma d'État accusent publiquement les Juifs de crimes rituels. Ils demandent au procureur général « d'interdire toutes les organisations juives ». Ils accusent les groupes juifs d'être extrémistes et d'être « antichrétiens et inhumains avec des pratiques allant jusqu'au meurtre rituel ».
En faisant allusion à des décrets antisémites anciens des tribunaux russes qui accusaient les Juifs de meurtre rituel, ils écrivent que « de nombreux faits de cet extrémisme religieux ont été prouvés devant la cour ». Les accusations reprennent les traditionnelles rengaines antisémites telles que « la totalité du monde démocratique actuel est sous la domination politique et financière de la Juiverie internationale. Et nous ne voulons pas que la Russie fasse partie de ces pays asservis ».
Cette demande est publiée en tant que lettre ouverte au procureur général dans Rus Pravoslavnaïa (Russie orthodoxe), un journal conservateur d'extrême droite. Ce groupe de députés se compose de membres du Parti démocratique libéral ultranationaliste, de membres du Parti communiste de la fédération de Russie et de membres du parti nationaliste Rodina (Patrie), avec quelque 500 supporters. Parmi leurs supporteurs, plusieurs éditeurs et journalistes de journaux nationalistes. Fin janvier, devant les nombreuses critiques virulentes contre leur démarche, le groupe retire sa demande.
En mars 2008, « des centaines de posters antisémites ont été placardés dans la ville de Novossibirsk dans le sud-ouest de la Sibérie (Russie). Ils mettent en garde les parents contre les Juifs qui trempent les matzot dans le sang d’enfants ».
En 2017, c'est le Comité d'enquête sur les circonstances de l’assassinat du tsar Nicolas II, de son épouse et de ses cinq enfants qui étudie la possibilité que cela ait été un « meurtre rituel », bien que plusieurs historiens aient dénoncé le « caractère farfelu » de cette hypothèse.

## Position de l’Église catholique
La position de l'Église catholique envers ces accusations et les cultes vénérant des enfants supposément tués par des Juifs, varie selon le lieu et l'époque.
Le pape Innocent IV interdit de porter contre des Juifs l'accusation de meurtre rituel dans une lettre à l'archevêque de Vienne datée du 28 mai 1247 puis dans la bulle pontificale du 25 septembre 1253. Grégoire X réitère l'interdiction, sous peine d'excommunication, dans la bulle du 7 octobre 1272 et publie une lettre rejetant les accusations de crime rituel portées contre les Juifs. Martin V réitère l'interdiction à son tour à l'intention des prédicateurs dans la bulle du 20 février 1422. Elle est encore renouvelée par Paul III avec la bulle du 12 mai 1540.
Le pape Benoît XIV a permis dans la bulle Beatus Andreas la poursuite du culte d'Anderl von Rinn en tant que culte local, mais refusa sa canonisation. L'Église catholique n'a néanmoins jamais condamné l'idée de crimes rituels juifs, mais a condamné « l'utilisation abusive » de l'accusation.

## Controverse d'Ariel Toaff et autres accusations récentes
En 2007, le professeur Ariel Toaff rédige une thèse sur ce sujet, Pasque di sangue : Ebrei d'Europa e omicidi rituali (« Pâques sanglantes : Juifs d'Europe et meurtres rituels »). Dans ce livre, il avance la thèse que le crime rituel aurait pu avoir été commis à Trente contre Simon de Trente dont la communauté juive était accusée. Une thèse en contradiction avec tous les historiens du XXe siècle pour qui les meurtres rituels attribués aux Juifs étaient sans fondement. La controverse violente le fait quitter Israël pour l'Italie, et en 2008, Ariel Toaff se rétracte : « Les Juifs n'ont pas été impliqués dans le meurtre rituel, qui était un stéréotype entièrement chrétien », écrit-il dans la seconde édition de son livre dont il a accepté de changer l'illustration de couverture, mais pas le titre provocateur.
Des maisons d'édition d'extrême droite (de chrétiens fondamentalistes ou neo-nazis) continuent de publier de telles accusations étayées d'exemples et de minutes de procès, parfois disponibles à la lecture sur internet, ainsi l'ouvrage réédité du fasciste britannique Arnold S. Leese,.